# Opius nanocorpus
Opius nanocorpus är en stekelart som beskrevs av Fischer 2005. Opius nanocorpus ingår i släktet Opius och familjen bracksteklar. Inga underarter finns listade i Catalogue of Life.